# 제4캐나다사단
제4캐나다사단은 캐나다 육군의 편성부대이다. 사단은 제1차 세계 대전 당시 캐나다 군단으로 처음 편성되었다. 제2차 세계 대전 당시인 1941년에는 제4캐나다보병사단으로 재활동하였으며 이후 기갑사단으로 바뀌어 제4캐나다기갑사단이라는 명칭으로 불리게 되었다. 1916년부터 사단은 그들의 표식으로 독창적인 녹색 편성 패치를 사용했다. 2013년 캐나다 육군 중앙 지역에 제4캐나다사단이 재배정되었다.

## 제1차 세계 대전
제4캐나다사단은 1916년 4월 영국에서 복무 중이던 몇몇 캐나다 부대와 곧 도착하기로 예정된 다른 부대가 혼성된 이후 편성된 부대이다. 소장 데이비드 왓슨의 지휘 하에 사단은 휴전 협정일까지 서부 전선의 플랑드르와 프랑스에서 복무했다. 제4캐나다사단은 비미 능선 전투에서 캐나다 군단의 일원으로써 참가하여 독일군을 공격한 후 물리쳤다. 이들은 능선에서 독일군을 몰아냈다. 결과적으로 캐나다군은 전격전의 대가이자 엘리트 전투 부대로 알려지게 되었다. 1917년 4월 비미 능선 전투에서 제4캐나다사단은 비미 능선에서 가장 높은 지역이자 중요한 지점인 145 고지를 점령하라는 임무를 받았다. 그들은 145 고지를 점령하려 했으나 핌플 총의 사격으로 저지되었다. 결국 145고지를 점령하기 위해 핌플을 공격하기로 예정되어 있던 군은 재배치되어 145고지를 다른 방향에서 점령했다.

## 제4캐나다(기갑)사단
제4캐나다(기갑)사단은 제2차 세계 대전 당시인 1942년 캐나다에서 제4캐나다보병사단의 대체로 창설된 부대이다. 사단은 2개의 수송함을 타고 각각 1942년 8월과 10월에 영국에 도착했다. 사단은 영국에서 거의 2년을 노르망디 상륙 작전에 투입하기 위해 썼으며, 1944년 7월에 노르망디 전역에 배치되었다. 영국에서부터 이 부대는 폴란드 제1기갑사단과 함께 전쟁을 수행했으며, 이들 부대는 프랑스, 저지대 국가, 독일에서 거의 근접한 진격로를 유지했다. 사단은 팔레즈 포위전이라는 오버로드 작전의 마지막 단계 때 참전하였고, 1944년 말에는 지크프리트 방어선 전투에 참전하기도 했다. 네덜란드에서 겨울을 보낸 후, 이 부대는 서구 연합군의 독일 침공 당시 북독일을 향해 진격했다.

## 육상 병력 중앙 지역 및 2013년 재배치
육상 병력 중앙 지역(LFCA)는 1991년 9월 1일에 창설되어 옛 중앙지휘지역군과 정규군의 사령부를 맡게 되었으며 온타리오에서 퀘벡의 국경 지대인 북부 호수 지역까지를 지휘 범위로 삼고 있다. 시간이 지남에 따라 6개의 휘하 군관구가 4개로 개편되어 북온타리오 군관구, 런던 군관구, 토론토 군관구, 오타와 군관구로 분류되었다. 이들은 군대의 여단과 작은 규모의 정규 지원 장교의 통솔을 받는다. 2013년 LFCA는 제4캐나다사단으로 개명되었고, 이러한 개명과 함께 이 부대는 2개의 세계 대전에서 싸운 부대와 똑같은 패치 및 역사적 계승을 유지하게 되었다.

## 같이 보기
- 캐나다 군단
- 폴란드 제1기갑사단
- 해리 크레러